# Hal Barwood
Hal Barwood est un concepteur de jeux vidéo, scénariste, réalisateur et producteur américain né le 16 avril 1940 à Hanover.

## Filmographie partielle

### Comme scénariste
- 1974 : Sugarland Express de Steven Spielberg
- 1976 : Bingo de John Badham
- 1977 : MacArthur, le général rebelle de Joseph Sargent
- 1978 : Corvette Summer de Matthew Robbins
- 1981 : Le Dragon du lac de feu de Matthew Robbins

### Comme réalisateur
- 1985 : Contact mortel (Warning Sign) (+ scénariste)

## Jeux vidéo
- 1992 : Indiana Jones et le Mystère de l'Atlantide
- 1995 : Star Wars: Rebel Assault II - The Hidden Empire
- 1996 : Indiana Jones and His Desktop Adventures
- 1997 : Star Wars: Yoda Stories
- 1999 : Indiana Jones et la Machine infernale
- 2003 : RTX Red Rock
- 2008 : Mata Hari